# Гуцульська писанка
Гуцульська писанка – традиція гуцулів, техніка виготовлення великоднього символа поширена у селі Космач Косівського району Івано-Франківської області, а також навколишніх селах Косівського району, зокрема в Лючі, Яблунові, Прокураві, Шепоті, Акрешорах, Розтоках, Кутах, Косові. Також зустрічається у Надвірнянському районі, Верховинському районі, на території Путильського і Вижницького районів Чернівецької області та в Рахівському районі Закарпатської області. У 2018 році включено до Національного переліку елементів нематеріальної культурної спадщини України.

## Опис
Мотиви розписів гуцульських писанок — символи сонця, води, рослин, тварин, геометричні символи та релігійні мотиви. Геометричні орнаменти (лінії, зигзаги, хвилі, трикутники, ромби, квадрати, хрести) можуть відтворювати образи сонця, зірок, блискавок, хмар, гір, символів засіяного поля у вигляді ромбів, грудок зораної землі. У кольоровій гамі переважають яскраві жовто-оранжеві, червоні барви з вкрапленням зеленого кольору на чорному тлі. В орнаменті космацьких писанок часто поєднують дрібний геометричний рисунок із зображеннями анімалістичних і рослинних мотивів. Кожне село Гуцульщини має місцеві особливості, кольорову гаму, різні варіанти поділу писанки для орнаментування.

## Виготовлення
Писанки пишуть на шкаралупі сирого яйця. Орнамент наносять писачком, наповнюючи розтопленим бджолиним воском, потім фарбують і покривають воском фрагменти орнаменту, щоб зберегти колір. Елементи, написані на білій поверхні, залишаться білими, на жовтій – жовтими, і так далі до найтемнішого кольору. Щоразу після фарбування яйця в новий колір покривають воском фрагменти орнаменту, які мають бути саме того кольору. Послідовність фарбування: жовтий, помаранчевий, червоний, вишневий, чорний. Зелений, синій, фіолетовий, рожевий кольори наносять на білу поверхню, потім покривають воском.

## Колекції
Писанки майстрів Гуцульщини стали основою колекції Музею писанкового розпису, відкритого в 1987 року як філія Національного музею народного мистецтва Гуцульщини та Покуття імені Й. Кобринського.